# موست (خوفد)
شهرستان موست (به زبان مغولی: Мөст сум، [Möst sum]؛ ᠮᠥᠰᠦᠲᠦ ᠰᠤᠮᠤ، [mösütü sumu]) یک شهرستان (سُوم) در مغولستان است که در استان خوفد واقع شده‌است. موست ۳٬۱۳۱ کیلومتر مربع مساحت دارد.

## تقسیمات اداری
شهرستان موست متشکل از ۵ قصبه (باغ) می‌باشد، شامل:
- اولان‌تولغوی (مغولی: Улаан толгой баг، [Ulaan tolgoj bag]؛ ᠤᠯᠠᠭᠠᠨ ᠲᠣᠯᠤᠭᠠᠢ ᠪᠠᠭ، [ulaɣan toluɣai baɣ])
- بایان‌خایرخان (مغولی: Баян хайрхан баг، [Bajan xajrxan bag]؛ ᠪᠠᠶ᠋ᠠᠨ ᠬᠠᠶᠢᠷᠬᠠᠨ  ᠪᠠᠭ، [bayan qayirqan baɣ])
- چِچِگ‌غول (مغولی: Цэцэг гол баг، [Ceceg gol bag]؛ ᠴᠡᠴᠡᠭ ᠭᠣᠣᠯ ᠪᠠᠭ، [čečeg ɣoul baɣ])
- خوجیرت (مغولی: Хужирт баг، [Xužirt bag]؛ ᠬᠤᠵᠢᠷᠲᠤ ᠪᠠᠭ، [qučirtu baɣ])
- دافست (مغولی: Давст баг، [Davst bag]؛ ᠳᠠᠪᠤᠰᠤᠲᠤ ᠪᠠᠭ، [dabusutu baɣ])